# Wadym Nowynskyj

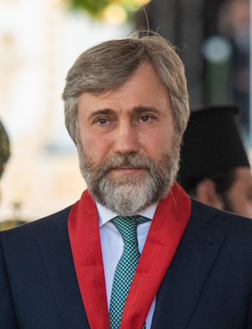
Wadym Nowynskyj (2019)

Wadym Wladyslawowytsch Nowynskyj (ukrainisch Вадим Владиславович Новинський, russisch Вадим Владиславович Новинский Wadim Wladislawowitsch Nowinski; * 3. Juni 1963 in Staraja Russa, Oblast Nowgorod, Russland) ist ein ukrainischer Geschäftsmann und Philanthrop. Er ist einer der reichsten Menschen der Ukraine. Er war Volksabgeordneter der Werchowna Rada der Ukraine von der 7. bis zur 9. Legislaturperiode.
Er ist Juniorpartner von Rinat Achmetow sowie Hauptaktionär der Smart Group, Eigentümer einer Sperrbeteiligung an der metallurgischen Holding Metinvest und vielen Vermögenswerten.
Seit April 2020 ist er Diakon (seit 2021 Protodiakon) der Orthodoxen Kirche der Ukraine.
Er ist einer der größten Förderer der Ukraine. Nowynskyj unterstützt medizinische und Rehabilitationszentren. Die Wadym-Nowynskyj-Stiftung zu Ehren der Fürsprache der Allerheiligsten Theotokos ist eine der gemeinnützigen Stiftungen, die während der Coronavirus-Pandemie und während des Russisch-Ukrainischen Kriegs die größte Hilfe geleistet haben.

## Unternehmen
Im Jahr 2006 gründete und leitete er die „Smart-Holding“ in Kiew.
Im Dezember 2007 tauschte er seine metallurgischen Vermögenswerte (Bergbau- und Verarbeitungsanlagen sowie zwei kleine Unternehmen) gegen 25 % der Metinvest-Beteiligung von Rinat Achmetow.
Danach startete er neue Projekte – eine Schiffbauholding, die die drei größten Werke in der Ukraine vereint, und ein agroindustrielles Unternehmen, dessen Kern der Hersteller von Gemüsekonserven „Veres“ ist.
Im Jahr 2012 wurde die Forum Bank von der deutschen Commerzbank-Gruppe übernommen.
Am 29. Mai 2012 wurde Nowynskyj per Dekret des Präsidenten der Ukraine, Wiktor Janukowytsch, als Person, die sich herausragende Verdienste um die Ukraine erworben hat, in die Staatsbürgerschaft der Ukraine aufgenommen. Grundlage für die Verleihung der ukrainischen Staatsbürgerschaft war der Antrag des Wirtschaftsministers (in der Regierung von Mykola Asarow) Petro Poroschenko. Er verzichtete auf die russische Staatsbürgerschaft und stellte den Strafverfolgungsbehörden später Dokumente zur Verfügung, die seinen Verzicht auf die Staatsbürgerschaft der Russischen Föderation belegen.

## Politik
Nowynskyj gewann am 7. Juli 2013 die Nachwahl im Mehrheitswahlkreis Nr. 224 (Sewastopol) mit 53,41 % der Stimmen. Am 4. September 2013 legte er den Eid als Volksabgeordneter der Werchowna Rada der VII. Einberufung ab und trat der Fraktion der Partei der Regionen bei. Erst 2014 wurde er auch Mitglied der Partei. Bei der Parlamentswahl in der Ukraine 2014 wurde er vom Oppositionsblock (Nr. 11 auf der Parteiliste) zum Volksabgeordneten der Ukraine der VIII. Einberufung gewählt. Bei der Parlamentswahl 2019 wurde er im Wahlkreis Nr. 57 (Mariupol, Oblast Donezk) erneut in die Werchowna Rada der Ukraine gewählt. 42,64 % der Wähler stimmten für Nowynskyj. Am 6. Juli 2022 trat er als Abgeordneter zurück und begründete dies damit, dass er sich auf humanitäre Projekte, die Entwicklung der Volkswirtschaft, den Dienst an der Ukrainischen Orthodoxen Kirche und die Wiederherstellung zerstörter Tempel konzentrieren wolle.
Vom 8. April 2019 bis zum 29. September 2019 war er Mitglied der Parlamentarischen Versammlung des Europarates.